# South Central Farm

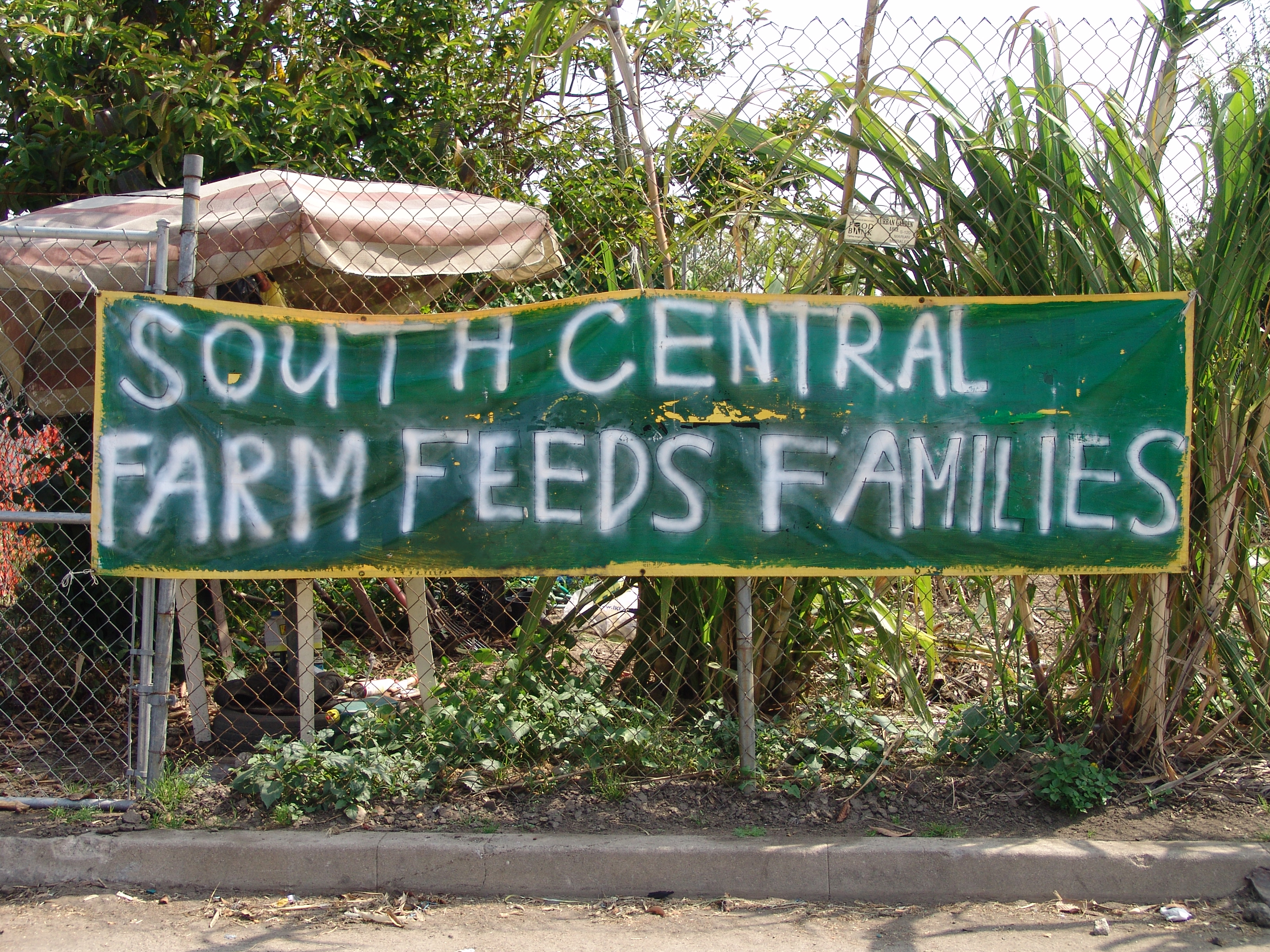
Banner am Zaun von South Central Farm

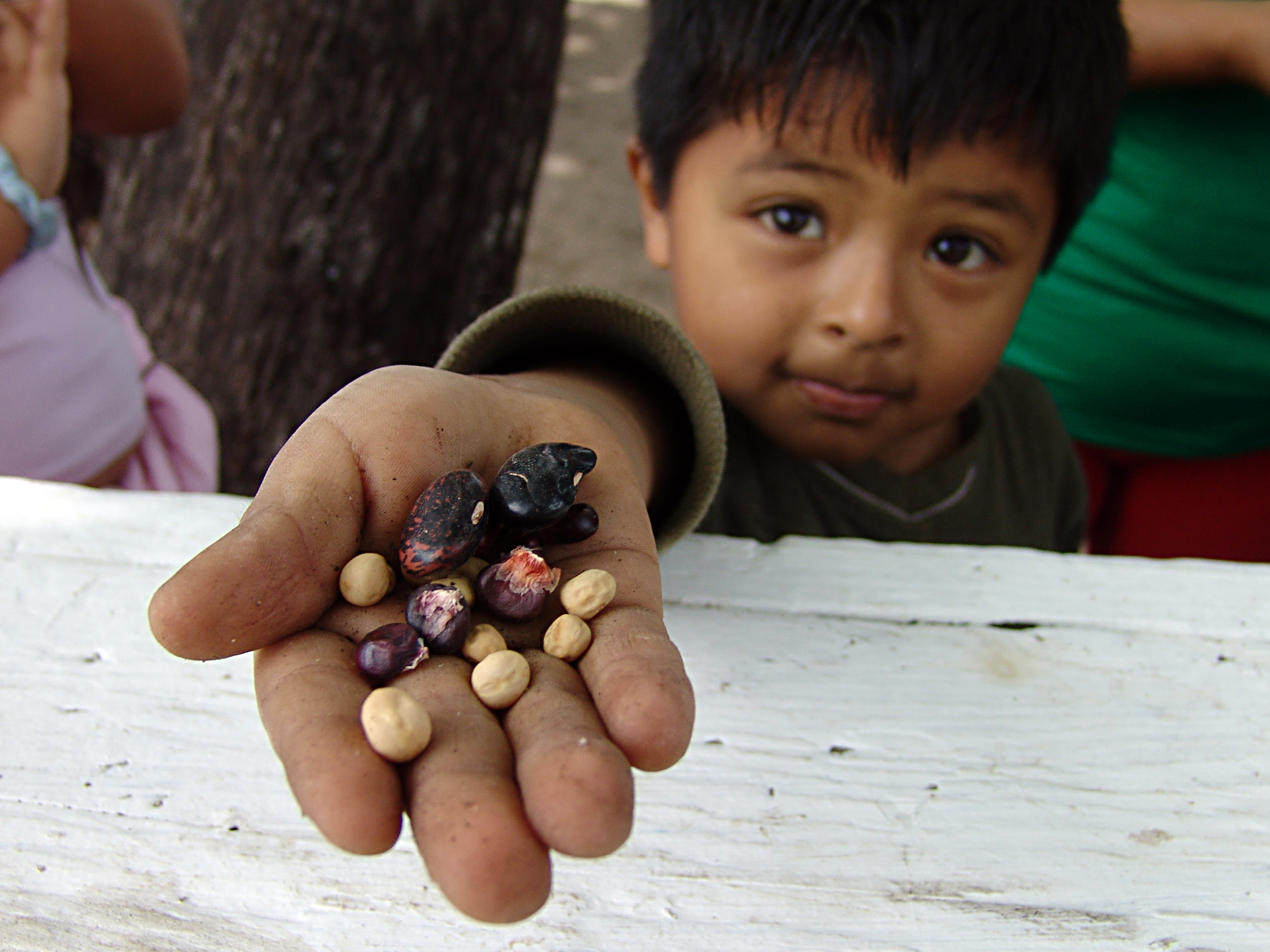
Der Sohn eines der Gärtner zeigt Samen

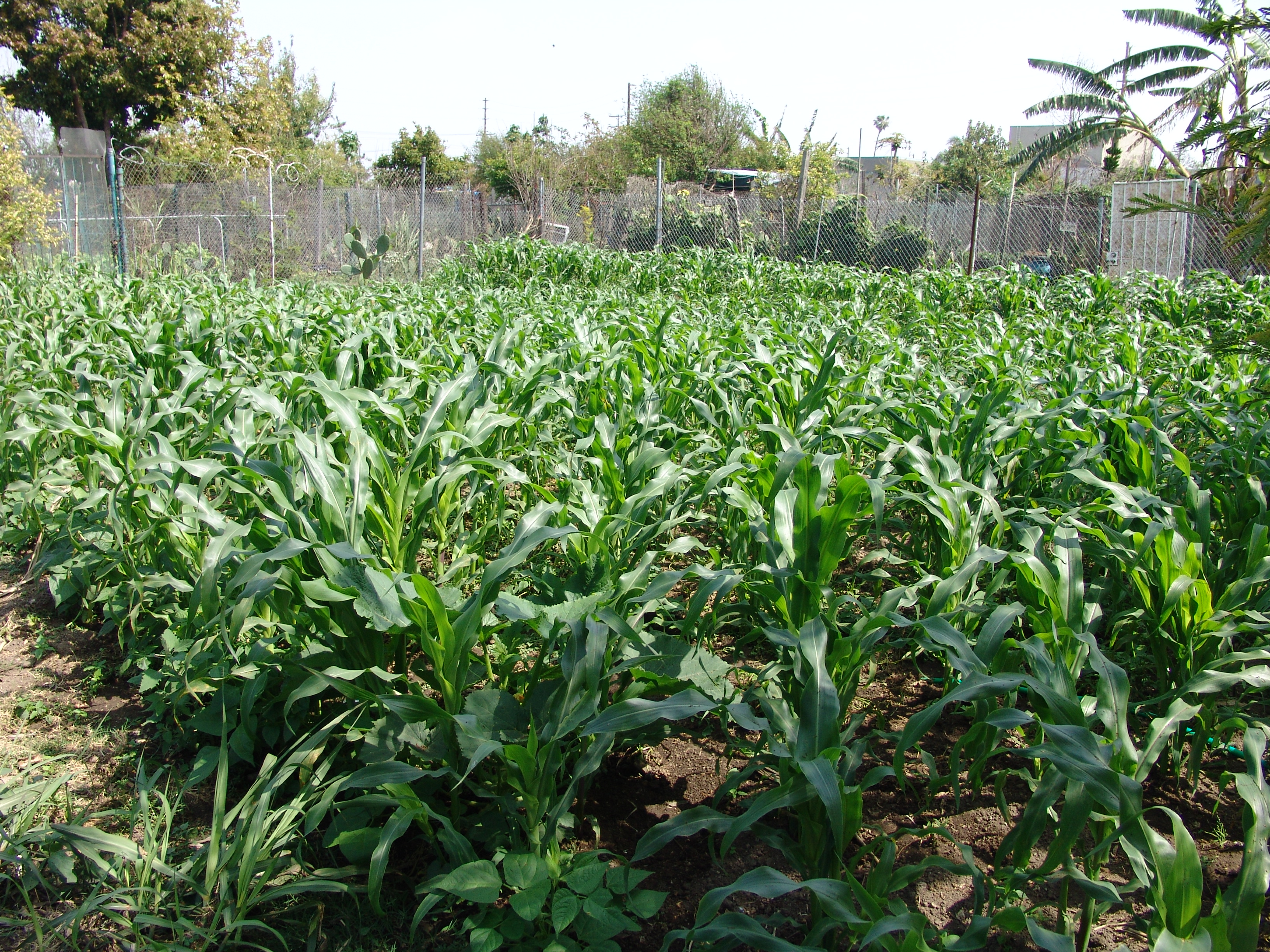
Erntefrüchte der South Central Farm

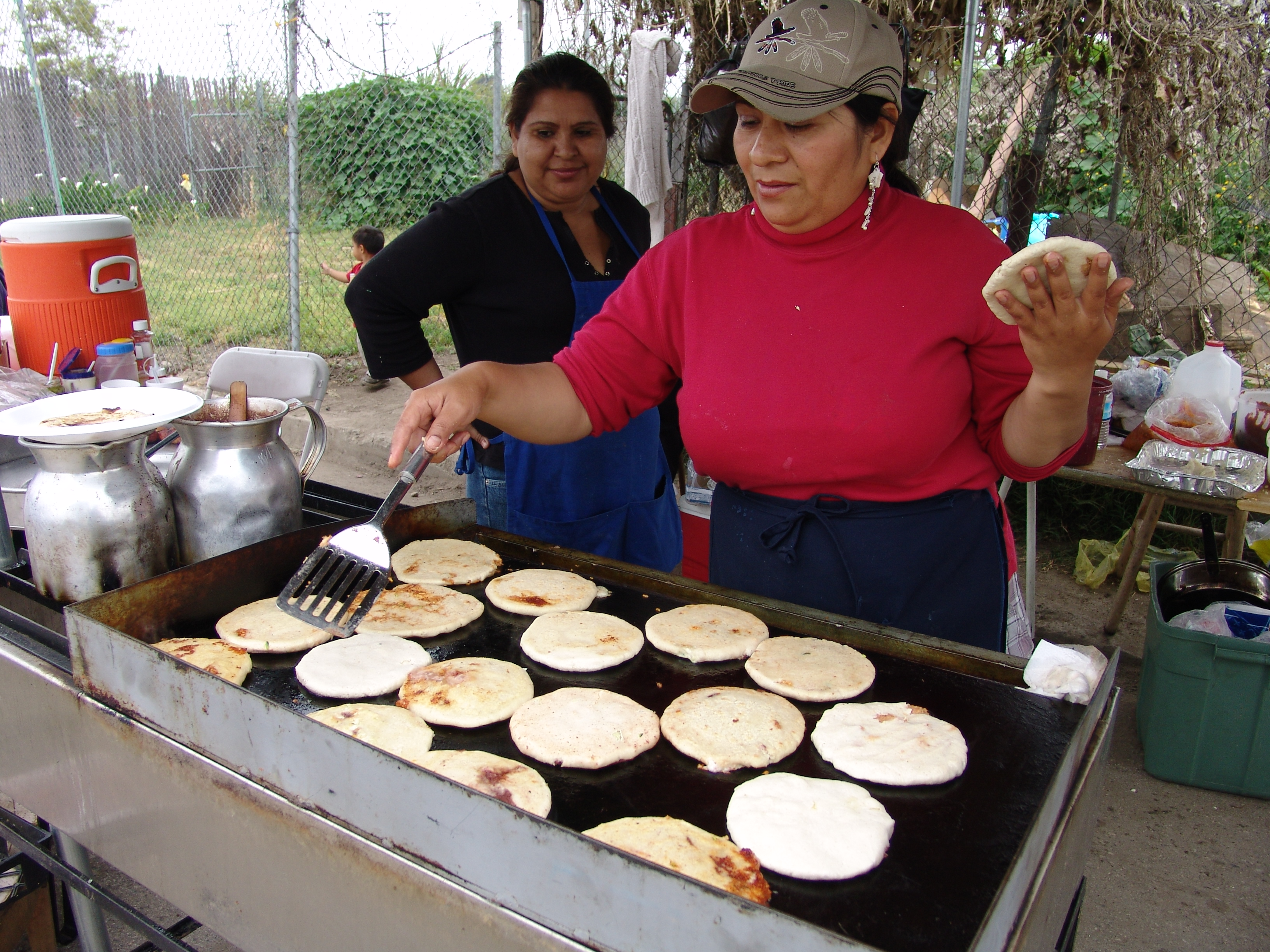
Küche auf dem Gelände der South Central Farm

South Central Farm (auch South Central Garden) war ein frühes Beispiel zeitgenössischen urbanen Gartenbaus im Bezirk South Central der US-amerikanischen Stadt Los Angeles. Der Gemeinschaftsgarten wurde von lateinamerikanischen Immigranten ab 1994 zum Anbau kulturell typischer Lebensmittel und als sozialer Treffpunkt genutzt. Die gewaltsame Räumung durch Polizeikräfte im Jahre 2006 war Gegenstand der 80-minütigen Dokumentation The Garden des Filmemachers Scott Hamilton Kennedy, der im Jahr 2008 veröffentlicht wurde und 2009 eine Oscar-Nominierung für den besten Dokumentarfilm erhielt.

## Geschichte
1986 erwarb die Stadt Los Angeles ein 14 acres (5,7 ha) großes Gebiet innerhalb des Stadtbereichs, um hier eine Müllverbrennungsanlage zu errichten. Diese Müllverbrennungsanlage wurde nach Protesten der Stadtbevölkerung jedoch nicht realisiert. Um die Brache einer Nutzung zuzuführen, gewährte die Stadt der LA Regional Food Bank eine widerrufbare Genehmigung, hier einen Gemeinschaftsgarten zu errichten. Dieses Angebot wurde vor allem von lateinamerikanischen Immigranten genutzt, die auf dem Gelände traditionelle lateinamerikanische Gemüse- und Obstsorten anbauten. Die rege Annahme dieser Möglichkeit durch lateinamerikanische Immigranten führt die Journalistin Jennifer Cockrall-King zum einen auf ein noch vorhandenes Wissen über Anbaumethoden sowie auf die schlechte Versorgungslage innerhalb dieses Stadtviertels zurück. Für national bedeutsame Supermarktketten war die Errichtung von Läden auf Grund der schlechten Einkommenssituation der dortigen Bevölkerung in diesem Stadtteil unattraktiv. Devon G. Pena, Anthropologie-Professor an der University of Washington, der die Zahl der angebauten Gemüse- und Obstsorten untersuchte, stellte zwischen 100 und 150 verschiedene Pflanzenarten fest, die hier angebaut wurden. Rottlieb Gottlieb, Professor am Urban and Environment Policy Institute in Los Angeles wertete den Gemeinschaftsgarten als gelungenes Beispiel für die Sicherstellung innerstädtischer Lebensmittelversorgung und urbaner Begrünung. Die Aufwertung des Grundstücks bedingte jedoch, dass sich der ursprüngliche Verkäufer des Grundstücks auf sein 1986 verbrieftes Rückkaufrecht berief, das ihm im Kaufvertrag damals eingeräumt wurde. Die Stadt verkaufte daraufhin ohne Wissen der Nutzer des Grundstücks das Gelände an den ursprünglichen Besitzer zurück.
Die Räumung des Geländes begann am Morgen des 13. Juni 2006, als Polizeikräfte der Stadt Los Angeles mit Kettensägen die Umfriedung des Gartens zerstörten. Die Gärten wurden mittels Planierraupen eingeebnet.

## Wertung
Die Journalistin Jennifer bezeichnet South Central Farm als ein Beispiel eines urbanen Gemeinschaftsgartens, der die Entwicklung hin zu einer Unterstützung urbanen Gartenbaus vorwegnahm. Das Gartenprojekt scheiterte letztendlich daran, dass es den erst kürzlich immigrierten Gartennutzern nicht gelang, ausreichende politische Unterstützung zu gewinnen. Als Gegenbeispiel nennt sie Fairview Gardens, das von dem charismatischen (und weißen) Michael Ableman geförderte Gartenprojekt in einem Vorort von Santa Barbara, dem es gelang, dieses ähnlich geartete Projekt fast zeitgleich unter gesetzlichen Schutz zu stellen.

## Film
- 2008: The Garden, Dokumentarfilm von Scott Hamilton Kennedy

## Einzelbelege
1. ↑  Jennifer Cockrall-King: Food and the City – Urban Agriculture and the New Food Revolution, S. 146
2. ↑  Jennifer Cockrall-King: Food and the City – Urban Agriculture and the New Food Revolution, S. 147
3. ↑  Jennifer Cockrall-King: Food and the City – Urban Agriculture and the New Food Revolution, S. 148
4. ↑  Jennifer Cockrall-King: Food and the City – Urban Agriculture and the New Food Revolution, S. 149
5. ↑  Jennifer Cockrall-King: Food and the City – Urban Agriculture and the New Food Revolution, S. 144.

Koordinaten: 34° 0′ 32,2″ N, 118° 14′ 28,4″ W